# Kings of Mulberry Street
Kings of Mulberry Street es una película de comedia dramática sudafricana de 2019 producida y dirigida por Judy Naidoo. Está protagonizada por Aaqil Hoosen, Amith Sing, Rizelle Januk y Neville Pillay. Es distribuida por Ind native Film Distribution en asociación con Nickelodeon y Comedy Central. Se estrenó en cines sudafricanos el 28 de junio de 2019 y recibió críticas positivas. Fue seleccionada ser proyectada en algunos festivales de cine internacionales, especialmente en el 24º Festival Internacional de Cine de Schlingel y en el Festival de Cine de St. Louis.

## Sinopsis
Ambientada en el distrito ficticio de Sugarhill a principios de la década de 1980, la historia de la película gira en torno a las aventuras de dos jóvenes indios que tienen que encontrar desesperadamente una manera de superar los desafíos y obstáculos para derrotar al propietario del crimen local que amenaza a sus familias.

## Elenco
- Aaqil Hoosen como Ticky Chetty
- Shaan Nathaoo como Harold Singh
- Amith Sing como Dev Singh
- Neville Pillay como Raja
- Keshan Chetty como tamaño
- Chris Forrest como el Sr. White
- Rizelle Januk como Charmaine Chetty
- Thiru Naidoo como Reggie Chetty
- Kogie Naidoo como Granny Chetty
- Kimberly Arthur como Leila

## Producción
Partes de la película se rodaron principalmente en Verulam y Tongaat, que se encuentran en KwaZulu Natal. El tráiler oficial de la película se dio a conocer el 16 de junio de 2019.